# 二堡镇
二堡镇，是中华人民共和国新疆维吾尔自治区哈密市伊州区下辖的一个乡镇级行政单位。

## 行政区划
二堡镇下辖以下地区：
二堡村、乌拉泉村、奥尔达坎儿子村、宫尚村、头堡村、火石泉村、洛喀克勒克村、托盖喀尔尼村和园林场村。